# Konew-Denkmal (Prag)

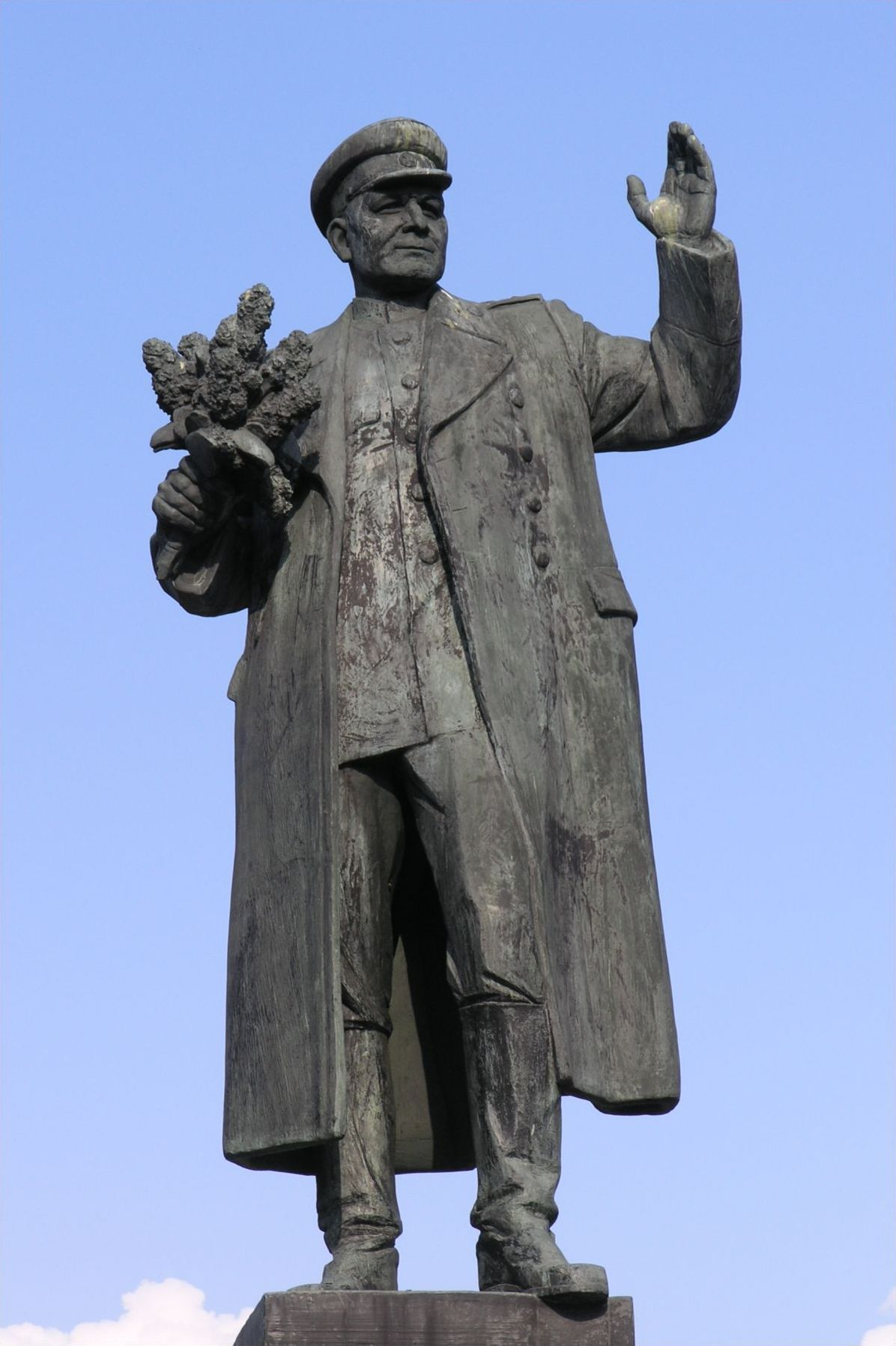
Die Statue von Iwan Stepanowitsch Konew stand in Prag in den Jahren 1980 bis 2020.

Das Konew-Denkmal (tschechisch: Pomník maršála Koněva) in Prag wurde zu Ehren des sowjetischen Marschalls Iwan Stepanowitsch Konew errichtet und befand sich in den Jahren 1980 bis 2020 am náměstí Interbrigády (Platz der internationalen Brigaden) im Stadtteil Prag 6 - Bubeneč. Die überlebensgroße bronzene Statue des Marschalls stand auf einem hohen Sockel. Konew hielt in seiner Rechten einen Fliederstrauß, mit dem Prager Bürger am 9. Mai 1945 die Soldaten der Roten Armee willkommen hießen, seine Linke hob er zum Gruß.
Seit den 1990er Jahren wurde das Denkmal zunehmend kontrovers diskutiert. Die Gegner forderten seine Entfernung und wiesen auf Konews Beteiligung an der blutigen Niederschlagung des Ungarischen Volksaufstandes 1956, am Bau der Berliner Mauer 1961 und an der Invasion sowjetischer Truppen in die Tschechoslowakei 1968. Das Denkmal wurde wiederholt mit roter Farbe und mit Graffiti beschmiert. Im April 2020 hat die Bezirksverwaltung von Prag 6 die Statue schließlich entfernt und vorläufig in einem Museumsdepot gelagert. Die Entfernung der Statue führte zu scharfen Protesten des russischen Außenministeriums.

## Aufstellung des Denkmals

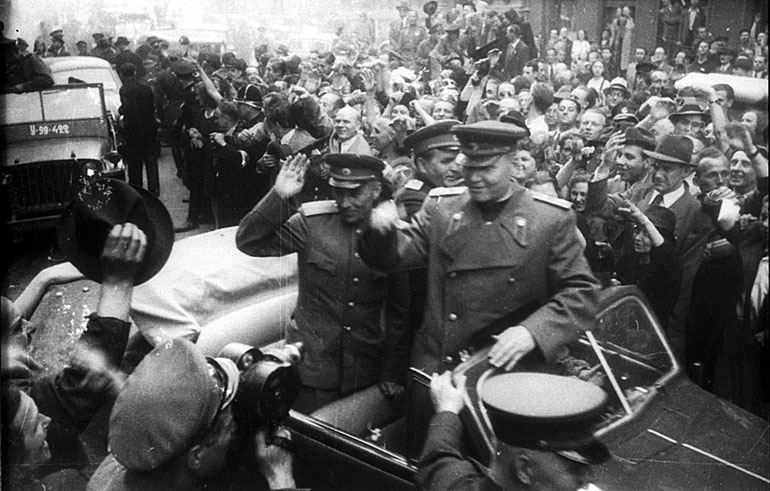
Iwan Konew bei der Befreiung Prags 1945

Das Denkmal ist ein Werk des Bildhauers Zdeněk Krybus und des Architekten Vratislav Růžička. Es wurde am 9. Mai 1980, dem 35. Jahrestag der Befreiung der Tschechoslowakei, feierlich enthüllt. Eine bronzene Gedenktafel würdigte Marschall Konews Verdienste bei der Befreiung von Prag am Ende des Zweiten Weltkriegs. Übersetzung der tschechischen Inschrift: „Bedeutender Heerführer Marschall Iwan Stepanowitsch Konew, zweifacher Held der Sowjetunion und Held der Tschechoslowakischen Sozialistischen Republik, Befehlshaber der Truppen der 1. Ukrainischen Front, die Prag am 9. Mai 1945 vor der Zerstörung retteten.“

## Auseinandersetzungen um das Denkmal

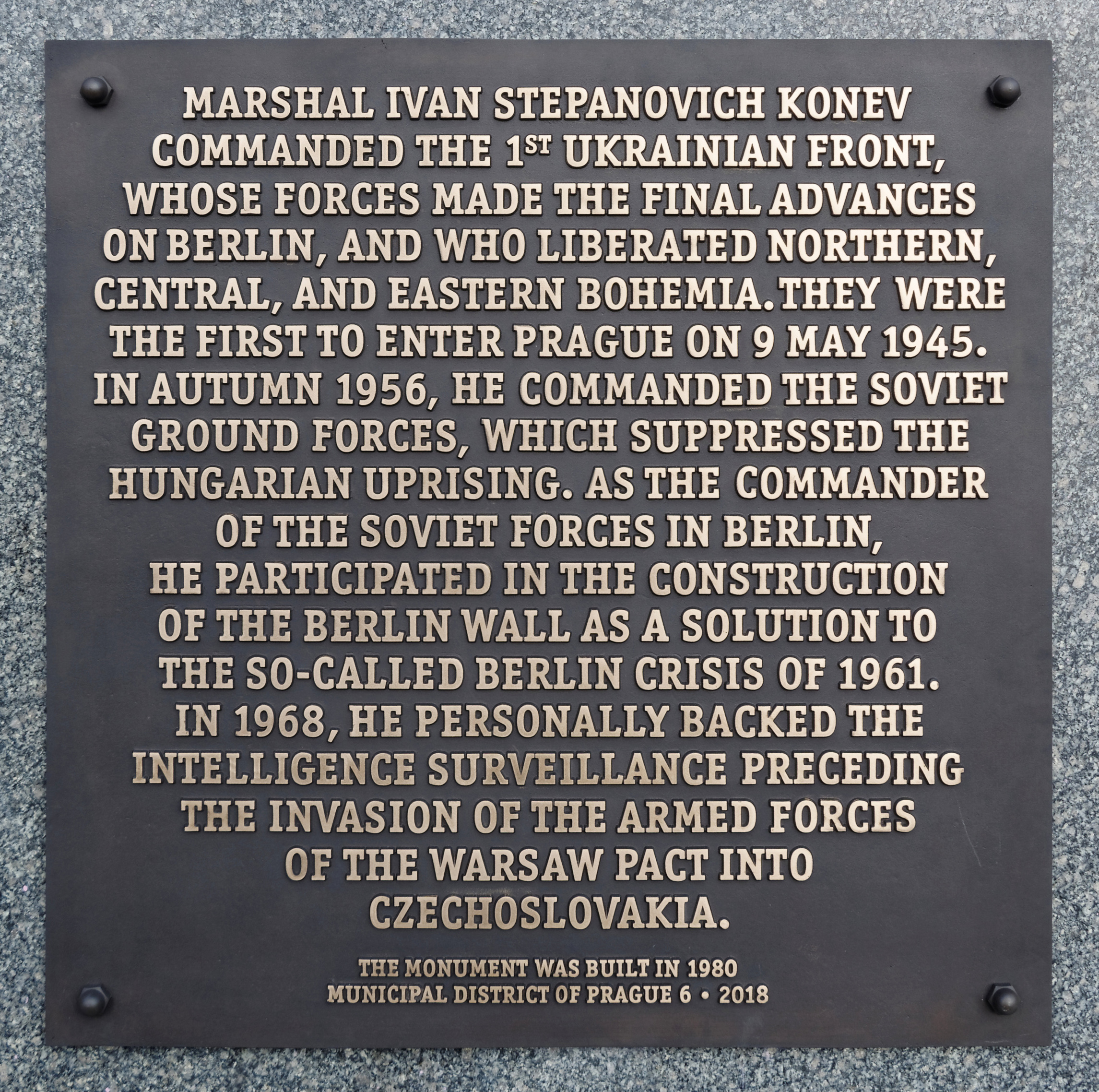
Die neue Gedenktafel, englisch (2018).

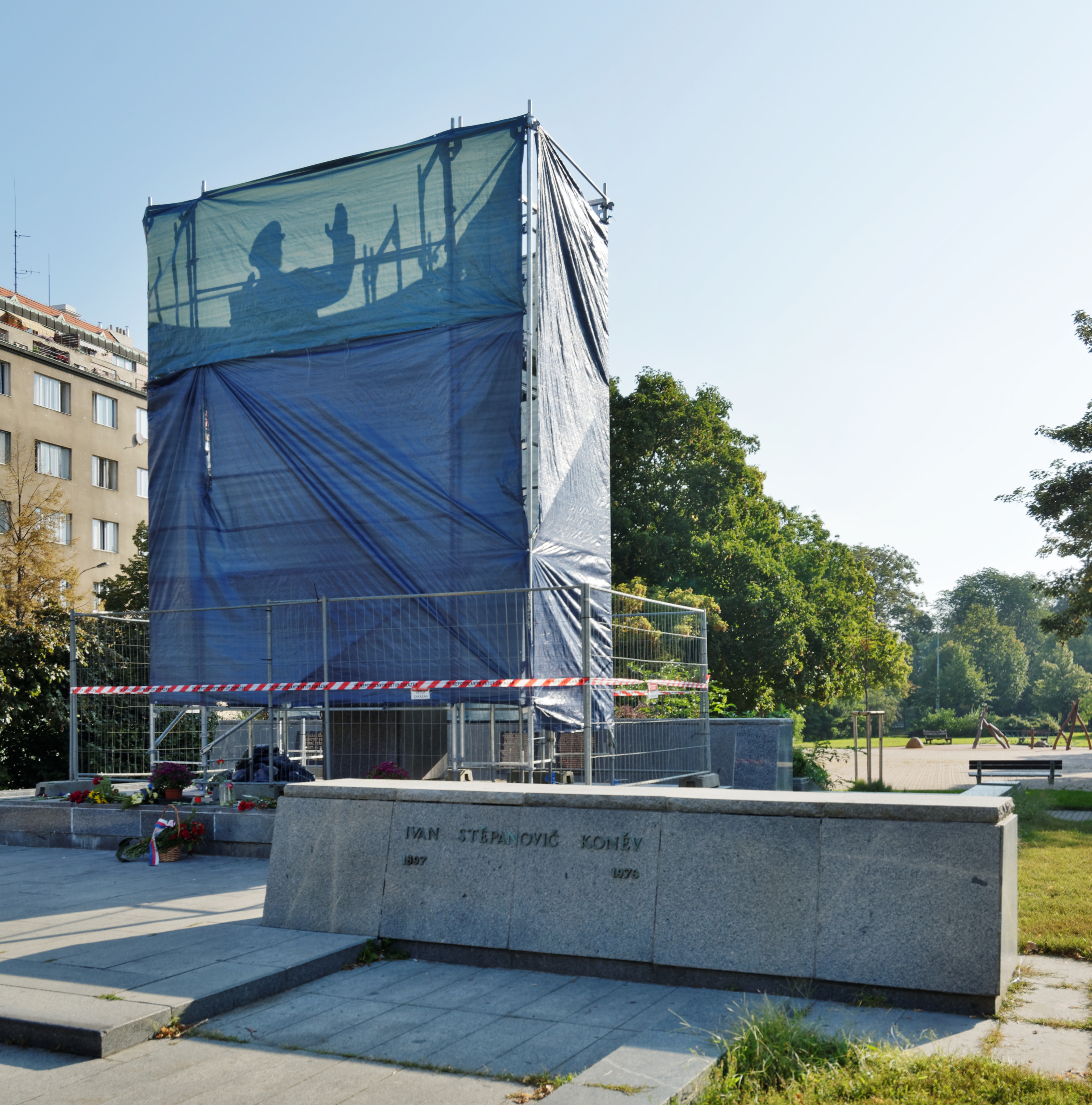
Am 30. August 2019 ließ der Stadtrat die Statue verhüllen.

Schon seit den 1990er Jahren wurden kontroverse Diskussionen um Denkmäler aus der Zeit des vergangenen kommunistischen Regimes geführt. In Prag hat man z. B. im Jahr 1991 die monumentale Lenin-Statue im Stadtteil Dejvice und das Denkmal mit einem sowjetischen Panzer im Stadtteil Smíchov (den Rosa Panzer) entfernt.
Als Folge der andauernden Proteste gegen das Konew-Denkmal nahm der Stadtrat von Prag 6 ein Kompromissvorschlag an und beschloss, erläuternde Informationstafeln anzubringen. Sie sollten nicht nur an Konews Verdienste bei der Befreiung von Prag erinnern, sondern auch auf seine unrühmliche Rolle bei den Geschehnissen der Jahre 1956, 1961 und 1968 hinweisen. Die drei neuen Gedenktafeln in tschechischer, russischer und englischer Sprache hat der Stadtrat am 21. August 2018, am 50. Jahrestag der Invasion der sowjetischen Armee in die Tschechoslowakei, enthüllt. Text der Inschrift stammte vom Prager Militärhistorischen Institut, das auch schon die ursprüngliche Inschrift von 1980 formulierte.
Übersetzung der neuen Inschrift: „Iwan Stepanowitsch Konew befehligte die 1. Ukrainische Front, deren Truppen für den endgültigen Angriff auf Berlin eingesetzt waren und Nord-, Mittel- und Ostböhmen befreiten. Sie waren die Ersten, die am 9. Mai 1945 in Prag einmarschierten. Im Herbst 1956 leitete er die Niederschlagung des Ungarischen Aufstandes durch die sowjetische Armee und beteiligte sich 1961 als Kommandeur der sowjetischen Truppen in Berlin an der Lösung der sogenannten Berlin-Krise durch den Bau der Berliner Mauer. In 1968 unterstützte er persönlich die geheimdienstliche Überwachung vor der Invasion der Truppen des Warschauer Paktes in die Tschechoslowakei.“
Die Entscheidung für die neuen Gedenktafeln unterstützen alle politischen Parteien im Stadtrat außer den Kommunisten. Gegen die neuen Tafeln protestierten in einem offenen Brief an den tschechischen Außenminister die Botschafter von Russland, Belarus, Armenien, Aserbaidschan und Kasachstan.
Das Konew-Denkmal blieb weiterhin Zielscheibe von Vandalismus und wurde wiederholt mit roter Farbe und mit Parolen beschmiert. Am 30. August 2019 ließ der Stadtrat die Statue mit einem Gerüst umgeben, um das eine Plane gespannt wurde. Damit wollte man Zeit bis zur endgültigen Entscheidung über die Zukunft des Denkmals gewinnen. In den darauffolgenden Tagen haben Aktivisten mehrmals versucht, die Plane niederzureißen.

## Entfernung des Denkmals
Am 12. September 2019 beschloss der Stadtrat, die Konew-Statue endgültig vom Platz zu entfernen. Sie wurde am 3. April 2020 vom Sockel abgenommen und vorläufig in ein Museumsdepot gebracht. Sie soll Teil einer Ausstellung zur Erinnerung an das 20. Jahrhundert werden. Der Stadtrat plant am náměstí Interbrigády ein neues Denkmal zu errichten, das an Prags Befreiung am Ende des Zweiten Weltkriegs erinnert.
Das russische Außenministerium und die russische Botschaft in Tschechien reagierten mit einem scharfen Protest beim tschechischen Außenministerium und bezeichneten die Entfernung des Denkmals als eine Verletzung des tschechisch-russischen Freundschaftsvertrags von 1993. Der russische Verteidigungsminister Sergei Schoigu bat den Chef der russischen Ermittlungsbehörde, Alexander Bastrykin, die Eröffnung eines Strafverfahrens gegen Personen, die für den Denkmalsturz verantwortlich sind, zu prüfen.
Im April 2020 erhielt der Bürgermeister von Prag 6, Ondřej Kolář, einen Polizeischutz.